# Elyseiska fälten

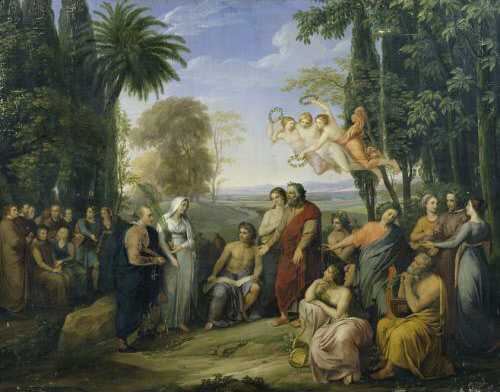
Friedrich Gottlieb Klopstock bland diktarna i Elysium. Målning av Josef Abel.

Elyseiska fälten (grekiska: Ηλύσια Πεδία, Elysia pedia, latin: Elysium), även Elysium och Elysion, paradiset, är i den grekisk-romerska mytologin den eviga vårens land, en plats dit goda människor kommer när de dör. Att "komma till de Elyseiska fälten" är en eufemism för att dö.
Bland annat Homeros och Hesiodos har skrivit om Elysion eller "de saligas öar". Tonsättaren Christoph Willibald Gluck baserade en opera på sagan om Orfeus och Eurydike och de Elyseiska fälten. En av hans musikaliska skildringar av Elysion gav han namnet "Dans i de saligas ängder".